# Richard Arneson
Richard J. Arneson är en politisk filosof som har undervisat vid University of California, San Diego, sedan 1973. 
Arneson är en av författarna bakom Encyclopædia Britannica.

## Biografi
Arneson avlade doktorsexamen i filosofi vid University of California, Berkeley 1975. Hans arbete har fokuserat på ämnen som utilitarism, distributiv rättvisa, förtjänst, lika möjligheter och jämlikhet.
År 1996 var han gästprofessor i programmet "Politics, Philosophy and Economics" vid Yale University. 
Sedan juli 2008 är han så kallad "Distinguished Professor", en titel som erhålls av professorer vars forskning anses världsledande.